# Mount Carmel (Tennessee)
Mount Carmel es un pueblo ubicado en el condado de Hawkins en el estado estadounidense de Tennessee. En el Censo de 2010 tenía una población de 5.429 habitantes y una densidad poblacional de 301,86 personas por km².

## Geografía
Mount Carmel se encuentra ubicado en las coordenadas 36°33′54″N 82°40′3″O / 36.56500, -82.66750. Según la Oficina del Censo de los Estados Unidos, Mount Carmel tiene una superficie total de 17.98 km², de la cual 17.97 km² corresponden a tierra firme y (0.1%) 0.02 km² es agua.

## Demografía
Según el censo de 2010, había 5.429 personas residiendo en Mount Carmel. La densidad de población era de 301,86 hab./km². De los 5.429 habitantes, Mount Carmel estaba compuesto por el 97.77% blancos, el 0.64% eran afroamericanos, el 0.07% eran amerindios, el 0.35% eran asiáticos, el 0.06% eran isleños del Pacífico, el 0.44% eran de otras razas y el 0.66% pertenecían a dos o más razas. Del total de la población el 1.31% eran hispanos o latinos de cualquier raza.